# Grimmia boliviana
Grimmia boliviana là một loài Rêu trong họ Grimmiaceae. Loài này được (Broth.) F.J. Herm. mô tả khoa học đầu tiên năm 1976.